# Isidore Mvouba

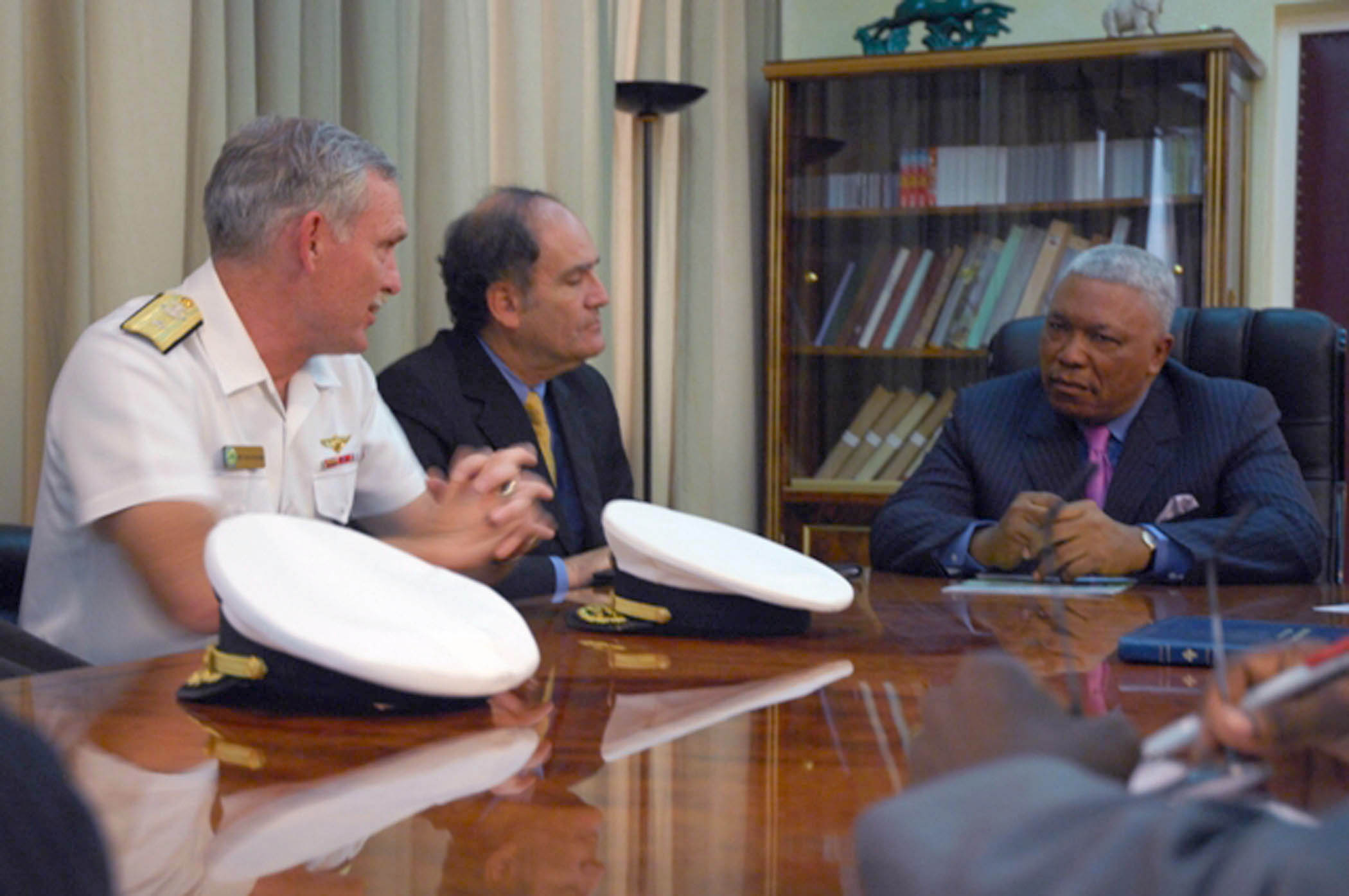
Isidore Mvouba (rechts)

Isidore Mvouba, auch M'Vouba (* 1954 in Kindamba) ist ein kongolesischer Politiker. Er war von Januar 2005 bis September 2009 Premierminister der Republik Kongo. Seit 2017 ist er der Präsident der Nationalversammlung der Republik Kongo.

## Politische Laufbahn
Mvouba stammt aus Kindamba in der Nähe der Hauptstadt Brazzaville. 1977 wurde er Angestellter der Eisenbahn.
Er trat der seinerzeitigen Einheitspartei Parti Congolais du Travail (PCT) bei und gehört deren Politbüro an. Mvouba gilt als enger Vertrauter des langjährigen Präsidenten Denis Sassou-Nguesso, dessen Wahlkampfleiter er bei den Präsidentschaftswahlen von 1992 und 2002 war. Nach der Abwahl Sassou-Nguessos lehnte er 1993 das Angebot von Präsident Pascal Lissouba ab, Handelsminister zu werden.
Seit der Rückkehr Sassou-Nguessos an die Macht 1997 gehört Mvouba in verschiedenen Funktionen der Regierung an. Daneben war er erster Sekretär der Jugendorganisation der PCT, der Union de la jeunesse socialiste congolaise (UJSC).
Mvouba wurde am 7. Januar 2005 von Präsident Sassou-Nguesso zum Premierminister ernannt. Das Amt wurde erstmals seit Oktober 1997 wieder besetzt. Die Entscheidung des Präsidenten rief auch Kritik hervor, da die Verfassung das Amt des Premierministers nicht vorsieht.
Am 15. September wurde eine neue Regierung gebildet, in der das Amt des Premierministers abgeschafft wurde. Mvouba wurde stattdessen zum Wirtschafts- und Verkehrsminister ernannt.